# Заозериця (Підосиновський район)
Заозе́риця (рос. Заозерица) — присілок у складі Підосиновського району Кіровської області, Росія. Входить до складу Демьяновського міського поселення.
Населення становить 8 осіб (2010, 14 у 2002).
Національний склад станом на 2002 рік — росіяни 100 %.